# Шапурич, Светозар
Светозар-Байо Шапурич (серб. Светозар-Бајо Шапурић; 28 апреля 1960, Врбас — 27 декабря 2024, Кипр) — югославский футболист, черногорский футбольный тренер. Большую часть карьеры провёл на Кипре, где получил второе гражданство.

## Карьера
Начинал играть в чемпионате Югославии, где выступал за клуб «Войводина». Затем переехал на Кипр, где выступал за АПОЭЛ и «Анортосис». После завершения карьеры игрока остался на Кипре, где занялся тренерской работой. Работал с несколькими кипрскими командами до ноября 2011 года. 24 ноября 2011 года клуб китайской Суперлиги «Чанчунь Ятай» пригласил Шапурича на пост главного тренера команды. 20 мая 2013 года вновь возглавил «Чанчунь».
Умер 27 декабря 2024 года на Кипре в возрасте 64 лет.

## Достижения

### В качестве игрока
«Войводина»:
- Чемпион Югославии: 1988/89

 АПОЭЛ:
- Чемпион Кипра: 1989/90, 1991/92, 1995/96
- Обладатель Кубка Кипра: 1993, 1996
- Обладатель Суперкубка Кипра: 1992

 «Анортосис»:
- Чемпион Кипра: 1994/95

### В качестве тренера
АПОЭЛ:
- Обладатель Суперкубка Кипра: 1996

 «Этникос» (Ахна):
- Обладатель Кубка Интертото: 2006